# ريتشارد اسمان
ريتشارد أسمان (بالألمانية: Richard Aßmann)‏ (التهجئة الإنجيلية للاسم الألماني ريتشارد آسمان)؛ (13 أبريل 1845 في ماغدبورغ - 28 مايو 1918 في غيسن كان الألماني) عالم أرصاد والطبيب من مواليد ماغدبورغ. لقد قدم العديد من المساهمات في الأبحاث على ارتفاعات عالية في الغلاف الجوي للأرض. كان رائدًا في علم الطيران العلمي واعتبر أحد مؤسسي علم الطيران. 
في عام 1868 حصل على الدكتوراه الطبية في برلين، ومن 1870 إلى 1879 كان ممارسًا عامًا في باد فراينفالد. في عام 1879 عاد إلى ماغديبورغ لممارسة الطب. في عام 1885 حصل على درجة الدكتوراه في الدراسات الثانوية من كلية الفلسفة في جامعة هاله، وأصبح بعد ذلك مسؤولًا علميًا في المعهد الملكي للأرصاد الجوية في برلين غروناو. من عام 1905 إلى عام 1914 كان أشمان مديراً للمرصد الملكي البروسي للطيران في ليندنبرغ، وبعد ذلك كان أستاذاً فخريًا في جامعة جيسن.
من 1887-1892، مع مصمم المنطاد رودولف هانز فون بارتش Sigsfeld (1861-1902)، وقال انه وضع مقياس الرطوبة لقياس دقيق لالغلاف الجوي الرطوبة ودرجة الحرارة. كانت هذه الأداة الأولى التي تمكنت من توفير قراءات موثوقة لدرجة الحرارة مع بالونات عالية الارتفاع، لأنها كانت قادرة على حماية عناصرها الحرارية من الإشعاع الشمسي. تم التنفيذ والإنتاج الفنيان لهذا الجهاز في مصنع Rudolf Fuess (1838-1917).

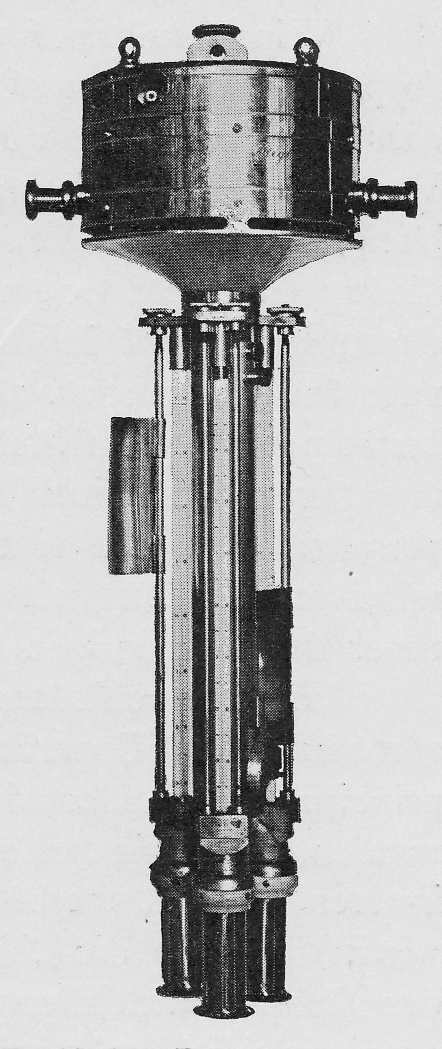
مقياس التنفس الطموح بثلاثة أضعاف (نوع Assmann، قبل عام 1900)